# Boulevard der Stars

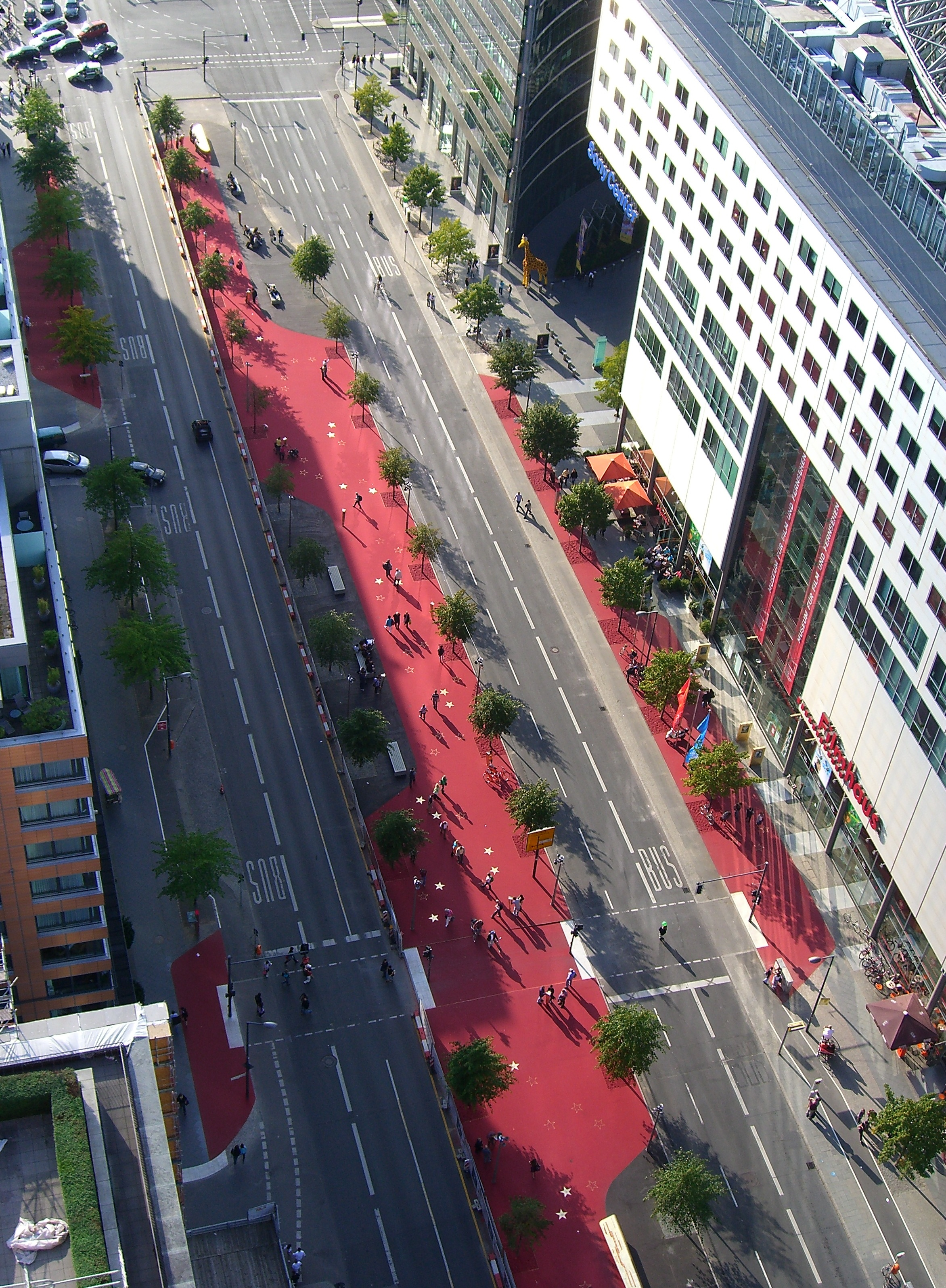
Boulevard der Stars

Il Boulevard der Stars è una Walk of Fame, risposta tedesca all'Hollywood Walk of Fame. Il viale si trova a Berlino, e si estende da Potsdamer Platz a Ben-Gurion-Straße. Sulla base del modello della Walk of Fame di Los Angeles, le stelle vengono assegnate a celebrità che hanno dato un contributo eccezionale all'industria cinematografica e alla televisiva germanofone. La prima pietra è stata posta il 5 febbraio 2010 durante la 60ª edizione del Festival internazionale del cinema di Berlino. La cerimonia della prima stella in onore di Marlene Dietrich ha avuto luogo il 12 febbraio. Il viale è stato inaugurato ufficialmente il 10 settembre 2010 con l'assegnazione di 39 stelle aggiuntive.  Sfruttando il sistema conosciuto come Fantasma di Pepper, un ologramma che riproduce le fattezze della celebrità si innalza da ogni stella.

## Storia
Lo storico del cinema Gero Gandert ha avuto l'idea del Boulevard der Stars nel 2002. Alla prima selezione, hanno presentato progetti 153 candidati provenienti dalla Germania e da altri paesi europei. Nel febbraio 2009 il Senato di Berlino ha indetto un concorso per la progettazione del viale tra i sette partecipanti rimasti. Il progetto degli studi berlinesi Graft e ART+COM è risultato vincitore all'unanimità. Circa un milione di euro, proveniente principalmente dai fondi per lo sviluppo economico dell'UE, è stato messo a disposizione per la realizzazione del progetto. Per coprire i costi di manutenzione è stata istituita la società senza scopo di lucro "Boulevard der Stars GmbH", con l'intenzione di finanziarsi principalmente attraverso donazioni. Tra il 2013 e il 2014 è stato effettuato il restauro del viale.

## Procedura di selezione e condizioni di ammissione
La selezione annuale delle personalità da premiare è affidata a una giuria di cinque membri, composta da un rappresentante della Stiftung Deutsche Kinemathek, della Deutsche Filmakademie, delle Kulturveranstaltungen des Bundes in Berlin (KBB), dell'Adolf Grimme Institute e del Förderkreis des Museums für Film und Fernsehen. A differenza della Hollywood Walk of Fame, dove chiunque può presentare candidature, possono presentare candidature solo "le organizzazioni e le istituzioni che sono attive nel campo del cinema e della televisione da più di tre anni". Per l'accettazione di un candidato è richiesta la maggioranza di due terzi nella giuria. Ogni anno, da sette a dieci nuove personalità vengono onorate.